# Кудрявцева, Людмила Фёдоровна
Людмила Фёдоровна Кудрявцева (10 июня 1933, Ярославль, Ивановская Промышленная область, РСФСР, СССР — 23 января 2018, Ярославль, Россия) — тростильщик ярославской фабрики «Красный Перекоп» (1947—1988); Герой Социалистического Труда (1971).

## Биография
Родилась 10 июня 1933 года в Ярославле в семье потомственных работников фабрики «Красный Перекоп». Окончила восьмилетку.
С 1947 по 1988 год работала в тростильном цехе этой же фабрики. Внесла несколько рационализаторских предложений, облегчающих труд и повышавших скорость производства. Значительно превышала нормативы и планы, например, выполнила IX пятилетку за 3 года. Активно готовила новые кадры: выучила тридцать человек.
Делегат XXIV съезда КПСС (1971 год). Указом Президиума Верховного Совета СССР от 5 апреля 1971 года «за выдающиеся успехи в досрочном выполнении заданий пятилетнего плана и большой творческий вклад в развитие производства тканей, трикотажа, обуви, швейных изделий и другой продукции легкой промышленности» удостоена звания Героя Социалистического Труда с вручением ордена Ленина и золотой медали «Серп и Молот».
Награждена также орденом Трудового Красного Знамени (1966), медалями, десятками Почётных грамот союзного, регионального и отраслевого руководства, имеет другие знаки отличия.
На протяжении 12 лет избиралась депутатом Красноперекопского Совета народных депутатов, была членом районного и областного комитетов партии, профоргом на комбинате, членом областного Совета профсоюзов.
Была замужем. Есть дочь и сын.